# نشخوارخوک
نشخوارخوک (نام علمی: Merycochoerus) نام یک سرده از زیرراسته نشخوارخوکان است.